# Blood: The Last Vampire
Blood: The Last Vampire (ブラッド ザ ラスト ヴァンパイア?, Buraddo Za Rasuto Vanpaia)  è un film d'animazione del 2000 diretto da Hiroyuki Kitakubo.
Pellicola giapponese prodotta dalla Production I.G (Ghost in the Shell, Neon Genesis Evangelion, Kill Bill: Volume 1) e basata su un soggetto del regista Mamoru Oshii, premiato in diversi paesi. Si tratta del primo film di animazione a essere stato realizzato interamente in digitale.

## Trama
La storia si svolge nella base statunitense Yokota Air Base in Giappone, qualche mese prima della guerra in Vietnam. La protagonista, Saya, è una cacciatrice di vampiri (nel film chiamati chirotteri) che utilizza una katana e lavora per un'associazione conosciuta come Red Shield. Saya (come si intuisce dal titolo del film) è un vampiro originale, l'ultimo. Saya non teme la luce, ma sembra essere infastidita dai simboli religiosi. Poco prima della festività di Halloween, Saya riceve l'incarico di trovare e uccidere due chirotteri che si nascondono nella base e, per farlo, si iscrive nella scuola, dove scopre che le sue prede si nascondono proprio tra gli studenti.

## Franchise e spin-off
Dopo il successo del film la Sony e la Production I.G hanno prodotto videogiochi, romanzi e un manga basato sul film. Inizialmente edito solo in Giappone è stato poi pubblicato anche in Nord America.
Kudoh ha riproposto il ruolo di Saya in un videogioco per PlayStation 2, prodotto dalla Sony Entertainment Japan, che è stato realizzato solo per il mercato giapponese nel 2000. Con l'uscita dello spin-off Blood+, che ha per protagonista una ragazza che sarebbe le reincarnazione di Saya, la Production I.G e la Sony hanno annunciato l'uscita giapponese di un gioco di Blood+ per PS2 e PSP.
Il soggetto del film è stato tratto da un romanzo dello stesso Mamoru Oshii intitolato Kemonotachi no yoru (lett. "La notte delle bestie").
Nel 2011 è uscito il secondo spin-off Blood-C nato da una collaborazione fra lo Studio Production I.G ed il gruppo di autrici CLAMP.

## Film live-action
Nel maggio 2006, William Kong produttore dell'acclamato film La tigre e il dragone, annunciò l'adattamento cinematografico di Blood: The Last Vampire. Il remake dal vivo è poi stato effettivamente realizzato nel 2009, per la regia di Chris Nahon, in Italia uscito direttamente in DVD con il titolo The Last Vampire - Creature nel buio.